# Werner Last jr.
Werner Last jr. (* 1954 in New York City) ist ein deutscher Musiker und Orchesterleiter.

## Leben
Werner Last, Sohn von Hjördis Harlow, einer US-Amerikanerin norwegischer Herkunft und dem Orchesterleiter und Produzenten, Arrangeur und Komponisten Kai Warner (bürgerlicher Name Werner Last), ist Neffe des bekannten Schlagzeugers Robert Last und des Bandleaders und Komponisten, Arrangeurs und Musikproduzenten James Last.
Werner Last jr. ist ebenfalls als Bandleader tätig. Sein „Last Ballroom Orchester“, mit dem er beispielsweise 2006 im Palais am Funkturm einen fünfstündigen Wettstreit der Tanzorchester (Big Band-Battle) gegen die RIAS Big Band führte und 2007 beim ZDF-Sommertreff auftrat, feiert beachtliche Erfolge. Last trat mit seinem Orchester für Caesars Palace in Las Vegas auf.
Für Udo Lindenbergs Odyssee (1983) schrieb er den Titel Heyooh Guru. Auf diesem Album war einer der bekanntesten Erfolge Lindenbergs, der Sonderzug nach Pankow.
Für die 180-minütige Tanzkursshow Come Dancing (2007, Regie: Michael F. Huse) arrangierte Werner Last 19 Titel, die er während der Show und des Tanzkurses von Markus Schöffl mit seiner Big Band aufführte.
Werner Last lebt in Los Angeles und Berlin.

## Diskografie
- Come Dancing (2007), DVD und CD[5]